# Новий Люблинець
Новий Любл́инець (пол. Nowy Lubliniec) — село в Польщі, у гміні Чесанів Любачівського повіту Підкарпатського воєводства.
Населення — 498 осіб (2011). Розташоване на 7 км на північ від містечка Чесанів. До села належали присілки: Мельники, Дубрівка, Тепили, прокині, Острівки, Жари, Кутні, Обліс.

## Історія
Єжи Язловецький у 1569 році заснував на території села Старий Люблинець нове поселення — Воля на Селищах; воно з часом стало називатись Новий Люблинець.
Військовий злочин стався 29 листопада 1918 року в Новім  Люблинці,  польські жовніри забили багнетами беззбройного десятника Української Галицької Армії, Юрка Шеремету. Сестру загиблого заставляли йти по селі і кричати що так буде з кожним хто захоче України.
На 1 січня 1939 року в селі проживало 2 610 мешканців, з них 2 450 українців-грекокатоликів, 20 українців-римокатоликів, 60 євреїв і 80 поляків. Село входило до ґміни Чесанів Любачівського повіту Львівського воєводства Польської республіки.
У середині вересня 1939 року німці окупували село, але вже 26 вересня 1939 року відступили і передали Червоній армії, оскільки за пактом Ріббентропа-Молотова правобережжя Сяну належало до радянської зони впливу. Однак Сталін обміняв Закерзоння на Литву і на початку жовтня СРСР передав село німцям, південніше села проліг кордон.
На 1942 рік в Новому Люблинці діяла українська 7-класна вечірня школа.

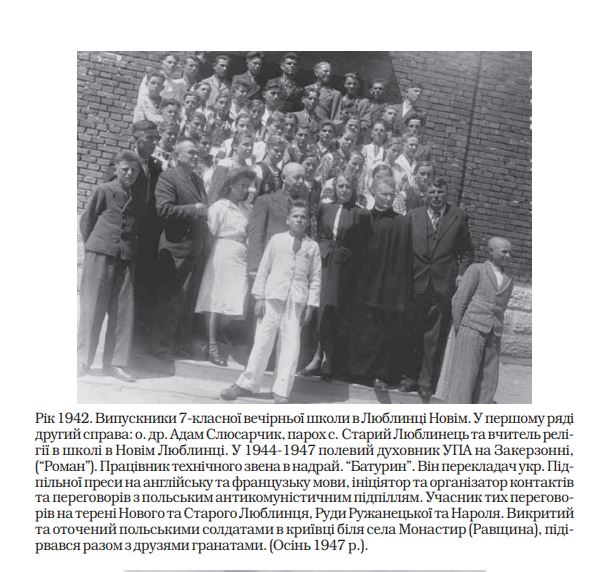
Українська 7-класна вечірня школа в Новому Люблинці. 1942 рік

Надалі поляки почали терор проти українців. 3.09.1944 поляки вбили 15-річного Григорія Денеку. 10.10.1944 польська міліція заарештувала 30 жителів села і відвела їх у с. Руда Рожанецька де імовірно цієї ж ночі розстріляли. 2.02.1945 поляки вбили 50-річного Івана Качора, 12.02.1945 польською міліцією вбитий Іван Кіт, 27.02.1945 убитий 25-річний Михайло Артемович, 15.03.1945 — 19-річна Марія Денека, 35-річні Дмитро Ступак і Козій Іван, 42-річний Іван Колега. 23.03.1945 польське військо і польська міліція вбили 37 жителів села. Загалом убито 86 осіб, ще шестеро тяжко поранені, пограбовані всі селяни, зграбовано з селян 213 корів, 181 коня, 281 голову дрібної рогатої худоби, 143 800 кг збіжжя. Українське населення внаслідок виселення українців у 1945 році в СРСР і депортації в 1947 році в рамках акції Вісла на понімецькі території Польщі вбите або вивезене зі своєї історичної батьківщини. Жителі села в рядах ОУН і УПА чинили опір етноциду.
У 1975—1998 роках село належало до Перемишльського воєводства.

## Демографія
Демографічна структура станом на 31 березня 2011 року:
|          | Загалом | Допрацездатний вік | Працездатний вік | Постпрацездатний вік |
| -------- | ------- | ------------------ | ---------------- | -------------------- |
| Чоловіки | 261     | 63                 | 180              | 18                   |
| Жінки    | 237     | 47                 | 146              | 44                   |
| Разом    | 498     | 110                | 326              | 62                   |

## Релігія
Перша дерев'яна церква Преображення Господа Нашого Ісуса Христа в Новому Люблинці стояла вже в 1571 році.
Наступну дерев'яну церкву в селі побудовано у 1670 році. У 1770 році її було поновлено. Далі були прибудовані бічні нави. У 1841-1844 роках замінений ґонтовий дах на бляшаний. Церква простояла до 1915 р., коли згоріла під час війни. Поруч із нею в 1906-1908 роках будувалась нова за проектом Василя Нагірного, освячена єпископом Костянтином.
До Першої світової війни парафія в селі належала до Любачівського деканату, а після 1918 року — Чесанівського деканату Перемишльської єпархії.
Після депортації українців Церква Преображення Господнього перетворена на костел.

## Відомі люди

### Народилися
- Шиманський Іван (псевдо.: «Шум»; 15 травня 1911,[9] за іншими даними — в 1913[10][11] — 5 вересня 1947[10] (за іншими даними — 7 вересня 1947)[11], бункер в лісі біля села Монастир Любачівського повіту) — військовий діяч, сотник УПА, командир сотень «Месники-1» та «Месники-2» куреня «Месники» ТВ-27 «Бастіон» Військової округи-6 «Сян» групи УПА-Захід, постійний заступник командира куреня «Месники» Івана Шпонтака (псевдо «Залізняк»).
- Іван Пилипець (16.06.1864 — 8.06.0836, Скалат) — повітовий комендант Української державної жандармерії в Теребовлі в 1918-1919 рр.[12]

### Померли
- Василенко Петро (1921, Війтовці — 21 травня 1946) — український поет, публіцист, редактор підпільних видань. Псевдоніми — П. Василенко-Волош, Петро Гетьманець, Петро Полтавець.
- Комарницький Йосиф (1852—1920) — греко-католицький священик, доктор богослов'я, церковний письменник, викладач, декан богословського факультету і ректор Львівського університету (1896—1897), член митрополичої консисторії, соборний та почесний крилошанин Львівської капітули.[13]
- Дмитро Дзьоба—"Сурмач" (*1921 — †21 травня 1946) — провідник земель північної Перемишльщини і Ярославщини[14].
- Шклянка Григорій — сотник УПА, командир сотні «Галайда II» ТВ-12 «Климів», ВО-2 «Буг».
- Шеремета Юрко - десятник УГА.